# ایسدمیر
ایسدمیر (انگلیسی: İsdemir) شرکت فولاد ترک است، که در سال ۱۹۷۰ تأسیس شد.